# Serra de la Tinta
La Serra de la Tinta és una serra situada al municipi d'Alt Àneu a la comarca del Pallars Sobirà, amb una elevació màxima de 2.534 metres.